# The American Review: A Whig Journal

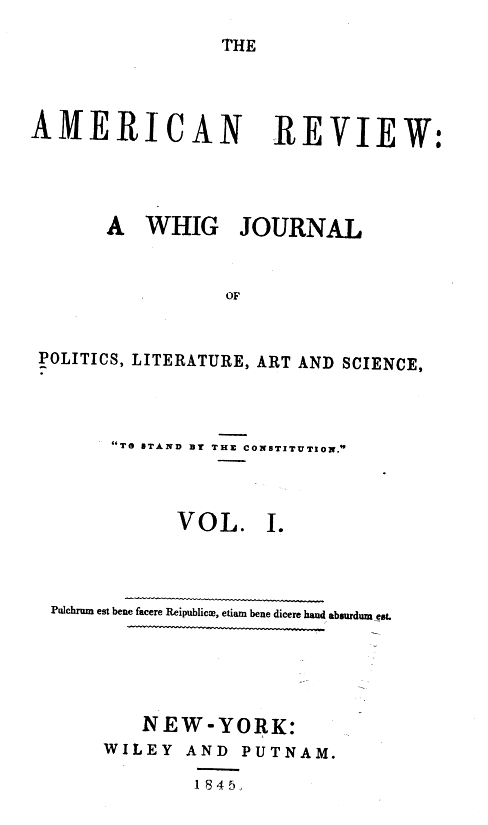
Página principal de una edición de 1845 del "American Review.".

El American Review (Reseña americana), también conocido como American Review: A Whig Journal (Reseña americana: un periódico Whig) y American Whig Review, era una periódico mensual estadounidense con base en Nueva York. Era publicado por Wiley y Putnam, y operado por su dueño George H. Colton. Su primera edición fue publicado en enero de 1845.
En diciembre de 1844, James Russell Lowell recomendó a Edgar Allan Poe como asistente editorial, pero no fue contratado. En mayo de 1846, Poe reseñó la obra de Colton en The Literati of New York City, publicado en el Godey's Lady's Book. Describió al poema de Colton, Tecumseh, como «insufriblemente tedioso», pero dijo que la revista era una de las mejores de su estilo en los Estados Unidos.
El American Review tuvo la distinción de haber sido el primer periódico autorizado en publicar El cuervo' en febrero de 1845 (había aparecido el 29 de enero del mismo año en el Evening Mirror de Nueva York, presumiblemente de una plancha temprana del American Review). Se lo imprimió bajo el alias "Quarles". También se publicó por primera vez, si bien anónimamente, otro conocido poema de Poe, Ulalume. Entre las obras del autor publicadas en el American Review se encuentran Conversación con una momia y La verdad sobre el caso del señor Valdemar.
El American Review dejó de publicarse en 1849, incapaz de pagar a sus contribuyentes.